# Конкина, Анастасия Александровна
Анастасия Александровна Конкина (род. 1 декабря 1993, Самара) — российская дзюдоистка, призёр чемпионатов мира и Европы, чемпионка и призёр чемпионатов России, победительница этапа Кубка Европы, мастер спорта России. Родилась и живёт в Самаре. Выступает за Вооружённые Силы (Самара). Выпускница Самарского государственного технического университета.

## Спортивные результаты
- Чемпионат России по дзюдо среди молодёжи 2011 года — ;
- Чемпионат России по дзюдо среди молодёжи 2014 года — ;
- Чемпионат России по дзюдо среди молодёжи 2015 года — ;
- Чемпионат Европы по дзюдо среди молодёжи 2014 года — ;
- Чемпионат Европы по дзюдо среди молодёжи 2015 года — ;
- Чемпионат России по дзюдо 2015 года — ;
- Чемпионат России по дзюдо 2016 года — .
- Чемпионат России по дзюдо 2017 года — ;
- Чемпионат России по дзюдо 2021 года — ;
- Кубок России по дзюдо 2022 года — ;

## Награды
Медаль ордена «За заслуги перед Отечеством» II степени (14 октября 2020) — за заслуги в развитии физической культуры и спорта, активную общественную деятельность.